# Ciclismo en los Juegos Olímpicos de Río de Janeiro 2016 – Carrera de ruta masculina
La competición de ciclismo en ruta masculino en los Juegos Olímpicos de Río de Janeiro se llevó a cabo en Río de Janeiro, Brasil el 6 de agosto de 2016 en un circuito por las inmediaciones de Copacabana sobre un recorrido de 241,5 km.

## Recorrido
El recorrido fue un circuito alrededor de Copacabana, Ipanema, Leblon y São Conrado; y es catalogado como uno de los más difíciles de los últimos tiempos. Iniciando en Parque Flamengo siguiendo un primer circuito de 24,8 kilómetros con 8 cotas encadenadas (Grota Funda, Grumari) donde se destaca una sección de 2 kilómetros de pavé en la primera parte del recorrido para un total de 4 vueltas, para después enfrentar el segundo y último circuito de 25,7 kilómetros con sus puertos más duros (Canoas, Vista Chinesa) con una media de casi el 10% de desnivel sostenidos sin descanso para un total de 3 vueltas, para luego entrar en un descenso técnico de 6 kilómetros e ingresar a un recorrido llano de 12,2 kilómetros que llevará a los ciclistas hasta la meta en Parque Flamengo para una distancia total de 241,5 kilómetros.
| Puertos de la carrera | Puertos de la carrera | Puertos de la carrera | Puertos de la carrera | Puertos de la carrera | Puertos de la carrera | Puertos de la carrera |
| Número                | Nombre                | Categoría             | Longitud (m)          | Pendiente media       | Kilómetro             |                       |
| --------------------- | --------------------- | --------------------- | --------------------- | --------------------- | --------------------- | --------------------- |
| 1                     | Joã                   | 4.º                   | 600                   | 3 %                   | 13,6                  |                       |
| 2                     | Grumari               | 4.º                   | 1200                  | 7 %                   | 46,4                  |                       |
| 3                     | Grota Funda           | 4.º                   | 2100                  | 4,5 %                 | 56,3                  |                       |
| 4                     | Grumari               | 4.º                   | 1200                  | 7 %                   | 71,1                  |                       |
| 5                     | Grota Funda           | 4.º                   | 2100                  | 4,5 %                 | 81                    |                       |
| 6                     | Grumari               | 4.º                   | 1200                  | 7 %                   | 95,8                  |                       |
| 7                     | Grota Funda           | 4.º                   | 2100                  | 4,5 %                 | 105,7                 |                       |
| 8                     | Grumari               | 4.º                   | 1200                  | 7 %                   | 120,5                 |                       |
| 9                     | Grota Funda           | 4.º                   | 2100                  | 4,5 %                 | 130,4                 |                       |
| 10                    | Joã                   | 4.º                   | 600                   | 3 %                   | 161,6                 |                       |
| 11                    | Canoas                | 1.º                   | 3000                  | 5 %                   | 168,3                 |                       |
| 12                    | Vista Chinesa         | 1.º                   | 8500                  | 5,7 %                 | 172,8                 |                       |
| 13                    | Canoas                | 1.º                   | 3000                  | 5 %                   | 194                   |                       |
| 14                    | Vista Chinesa         | 1.º                   | 8500                  | 5,7 %                 | 198,5                 |                       |
| 15                    | Canoas                | 1.º                   | 3000                  | 5 %                   | 219,7                 |                       |
| 16                    | Vista Chinesa         | 1.º                   | 8500                  | 5,7 %                 | 224,2                 |                       |

## Horario
Todos los horarios están en UTC tiempo de Brasil (-4 GMT)
| Fecha                      | Tiempo | Evento    |
| -------------------------- | ------ | --------- |
| Sábado 6 de agosto de 2016 | 09:30  | Inicio    |
| Sábado 6 de agosto de 2016 | 16:04  | Ceremonia |

## Clasificación
Para la prueba olímpica de ciclismo en ruta masculino se asignaron 144 cupos que fueron clasificados según el sistema del ranking UCI correspondiente. El único país con plazas aseguradas fue Brasil que tiene derecho a 2 cupos, de ahí en adelante la clasificación se asignó de la siguiente manera:
Los 142 cupos restantes salieron de las clasificaciones de los Ranking UCI de 2015, que empezó del 1 de enero al 31 de diciembre de ese año. En el ranking UCI WorldTour, los 5 primeros países obtuvieron 5 cupos cada uno, y los países entre las plazas 6 y 15 obtuvieron 4 cupos. Consiguieron 3 cupos el país que lideró los Circuitos Continentales UCI del calendario ciclístico internacional. Para el UCI Africa Tour y el UCI Asia Tour (que se toman conjuntamente) se asignaron 3 cupos para las tres primeras naciones mejor clasificadas. Para los 3 primeros del UCI America Tour se asignaron 3 cupos y para el UCI Europe Tour se asignaron 6 cupos. 
Adicionalmente, se asignaron 2 cupos para cada uno de los países que se clasificaron entre los puestos 2.º y 4.º de África y Asia, el 4.º y el 5.º de América, y los países que finalizaron entre el 7.º y el 16.º puesto en Europa y 1 cupo para el vencedor de Oceanía. Además de los ranking UCI del año 2015, se realizaron competiciones preolímpicas para África, Asia y América, donde los 2 primeros países de cada continente que no hayan obtenido plaza por ranking recibirán una plaza adicional cada uno. Hay que tener en cuenta que cada país solo puede clasificar a sus deportistas a través de un ranking, y no se pueden combinar con otros. De esta forma, si un país queda entre los 5 primeros del UCI World Tour, obtendrían 5 plazas, y aunque también ganara el UCI America Tour, se tendría en cuenta solamente los cupos que ganó en el UCI World Tour, y las plazas del UCI America Tour se darían al siguiente país. Por último, la organización invitó a 3 naciones (Bolivia, Laos, Kosovo) a participar en la competencia con un cupo para cada país.
La lista de naciones y sus atletas clasificados son la siguiente:
|      | País                   | Atletas clasificados |
| ---- | ---------------------- | -------------------- |
| 1.º  | Bélgica                | 5                    |
| 2.º  | Colombia               | 5                    |
| 3.º  | España                 | 5                    |
| 4.º  | Italia                 | 5                    |
| 5.º  | Reino Unido            | 5                    |
| 6.º  | Alemania               | 4                    |
| 7.º  | Australia              | 4                    |
| 8.º  | Eslovenia              | 4                    |
| 9.º  | Francia                | 4                    |
| 10.º | Noruega                | 4                    |
| 11.º | Países Bajos           | 4                    |
| 12.º | Polonia                | 4                    |
| 13.º | Portugal               | 4                    |
| 14.º | República Checa        | 4                    |
| 15.º | Suiza                  | 4                    |
| 16.º | Argentina              | 3                    |
| 17.º | Canadá                 | 3                    |
| 18.º | Dinamarca              | 3                    |
| 19.º | Irán                   | 3                    |
| 20.º | Marruecos              | 3                    |
| 21.º | Ucrania                | 3                    |
| 22.º | Argelia                | 2                    |
| 23.º | Austria                | 2                    |
| 24.º | Bielorrusia            | 2                    |
| 25.º | Brasil                 | 2                    |
| 26.º | Croacia                | 2                    |
| 27.º | Estonia                | 2                    |
| 28.º | Irlanda                | 2                    |
| 29.º | Japón                  | 2                    |
| 30.º | Kazajistán             | 2                    |
| 31.º | Corea del Sur          | 2                    |
| 32.º | Letonia                | 2                    |
| 33.º | Lituania               | 2                    |
| 34.º | Rusia                  | 2                    |
| 35.º | Sudáfrica              | 2                    |
| 36.º | Turquía                | 2                    |
| 37.º | Estados Unidos         | 2                    |
| 38.º | Venezuela              | 2                    |
| 39.º | Azerbaiyán             | 1                    |
| 40.º | Bolivia                | 1                    |
| 41.º | Bulgaria               | 1                    |
| 42.º | Chile                  | 1                    |
| 43.º | Costa Rica             | 1                    |
| 44.º | República Dominicana   | 1                    |
| 45.º | Ecuador                | 1                    |
| 46.º | Eritrea                | 1                    |
| 47.º | Etiopía                | 1                    |
| 48.º | Grecia                 | 1                    |
| 49.º | Guatemala              | 1                    |
| 50.º | Hong Kong              | 1                    |
| 51.º | Kosovo                 | 1                    |
| 52.º | Laos                   | 1                    |
| 53.º | Luxemburgo             | 1                    |
| 54.º | México                 | 1                    |
| 55.º | Namibia                | 1                    |
| 56.º | Nueva Zelanda          | 1                    |
| 57.º | Puerto Rico            | 1                    |
| 58.º | Rumania                | 1                    |
| 59.º | Ruanda                 | 1                    |
| 60.º | Serbia                 | 1                    |
| 61.º | Eslovaquia             | 1                    |
| 62.º | Túnez                  | 1                    |
| 63.º | Emiratos Árabes Unidos | 1                    |

## Resultados
- Las clasificaciones finalizaron de la siguiente forma:[4]

En la tabla de abajo, " m.t." indica que el ciclista cruzó la meta en el mismo grupo que el ciclista antes de él, y fue acreditado por lo tanto, con el mismo tiempo.
| Pos. | Ciclista           | Tiempo            |
| ---- | ------------------ | ----------------- |
|      | Greg Van Avermaet  | 6 h 10 min 05 seg |
|      | Jakob Fuglsang     | m.t.              |
|      | Rafał Majka        | a 5 seg           |
| 4.º  | Julian Alaphilippe | a 22 seg          |
| 5.º  | Joaquim Rodríguez  | m.t.              |
| 6.º  | Fabio Aru          | m.t.              |
| 7.º  | Louis Meintjes     | m.t.              |
| 8.º  | Andrey Zeits       | a 25 seg          |
| 9.º  | Tanel Kangert      | a 1 min 47 seg    |
| 10.º | Rui Costa          | a 2 min 29 seg    |

| 11.º | Geraint Thomas        | m.t.           |
| 12.º | Christopher Froome    | a 2 min 58 seg |
| 13.º | Daniel Martin         | m.t.           |
| 14.º | Emanuel Buchmann      | m.t.           |
| 15.º | Adam Yates            | a 3 min 03 seg |
| 16.º | Brent Bookwalter      | a 3 min 31 seg |
| 17.º | Bauke Mollema         | m.t.           |
| 18.º | Kristijan Đurasek     | m.t.           |
| 19.º | Sébastien Reichenbach | m.t.           |
| 20.º | Fränk Schleck         | m.t.           |

### Fuera de control (FC)
Debido a las regulaciones de la UCI para las pruebas en carretera de un día (artículo 2.3.039), "Todo ciclista que finalice la prueba en un tiempo superior al del ganador por más del 8% no contará como finalizado". Adicionalmente, todo corredor que pierda más de 15 minutos con el lote principal será eliminado de la competencia en las zonas de avituallamiento después de iniciado la primera vuelta en cada circuito.

## UCI World Ranking
La carrera otorga puntos para el UCI World Ranking (clasificación global de todas las carreras internacionales). La siguiente tabla corresponde al baremo de puntuación:
| Posición   | 1.º | 2.º | 3.º | 4.º | 5.º | 6.º | 7.º | 8.º | 9.º | 10.º | 11.º | 12.º | 13.º | 14.º | 15.º |
| Puntuación | 600 | 475 | 400 | 325 | 275 | 225 | 175 | 150 | 125 | 100  | 85   | 70   | 60   | 50   | 40   |

| Posición | Ciclista           | País       | Puntos |
| -------- | ------------------ | ---------- | ------ |
| 1.º      | Greg Van Avermaet  | Bélgica    | 600    |
| 2.º      | Jakob Fuglsang     | Dinamarca  | 475    |
| 3.º      | Rafał Majka        | Polonia    | 400    |
| 4.º      | Julian Alaphilippe | Francia    | 325    |
| 5.º      | Joaquim Rodríguez  | España     | 275    |
| 6.º      | Fabio Aru          | Italia     | 225    |
| 7.º      | Louis Meintjes     | Sudáfrica  | 175    |
| 8.º      | Andrey Zeits       | Kazajistán | 150    |
| 9.º      | Tanel Kangert      | Estonia    | 125    |
| 10.º     | Rui Costa          | Portugal   | 100    |